# Hamataliwa nigriventris
Hamataliwa nigriventris là một loài nhện trong họ Oxyopidae.
Loài này thuộc chi Hamataliwa. Hamataliwa nigriventris được Cândido Firmino de Mello-Leitão miêu tả năm 1929.